# Faro di Porto Ercole
Il faro di Porto Ercole è un faro marittimo che si trova presso l'omonima località del mar Tirreno, sul versante orientale del promontorio dell'Argentario, nel territorio comunale di Monte Argentario. Ad alimentazione elettrica e ad ottica fissa, la luce è prodotta da una lampada alogena da 1000 W, con un lampo bianco e rosso ogni 7 secondi dalla portata di 16 miglia nautiche. L'infrastruttura è dotata anche di una lampada LABI di riserva da 100 W, che entra in funzione in caso di guasto o malfunzionamento di quella principale.

## Storia
Il faro, risalente al 1862, venne attivato dalla Marina Militare (all'epoca Regia Marina) per l'illuminazione della costa orientale del promontorio dell'Argentario.

## Architettura
L'infrastruttura è costituita da una torre cilindrica in muratura bianca con galleria interna, che si eleva al di sopra del bastione che chiude la Rocca Aldobrandesca al vertice nord-orientale, sul lato marittimo del promontorio che sovrasta il centro abitato di Porto Ercole.
La parte sommitale della torre, che presenta un diametro maggiore rispetto alla sottostante struttura, costituisce la base del tiburio della lanterna metallica grigia, con lente di Fresnel di terzo ordine.